# Esteban Pastor

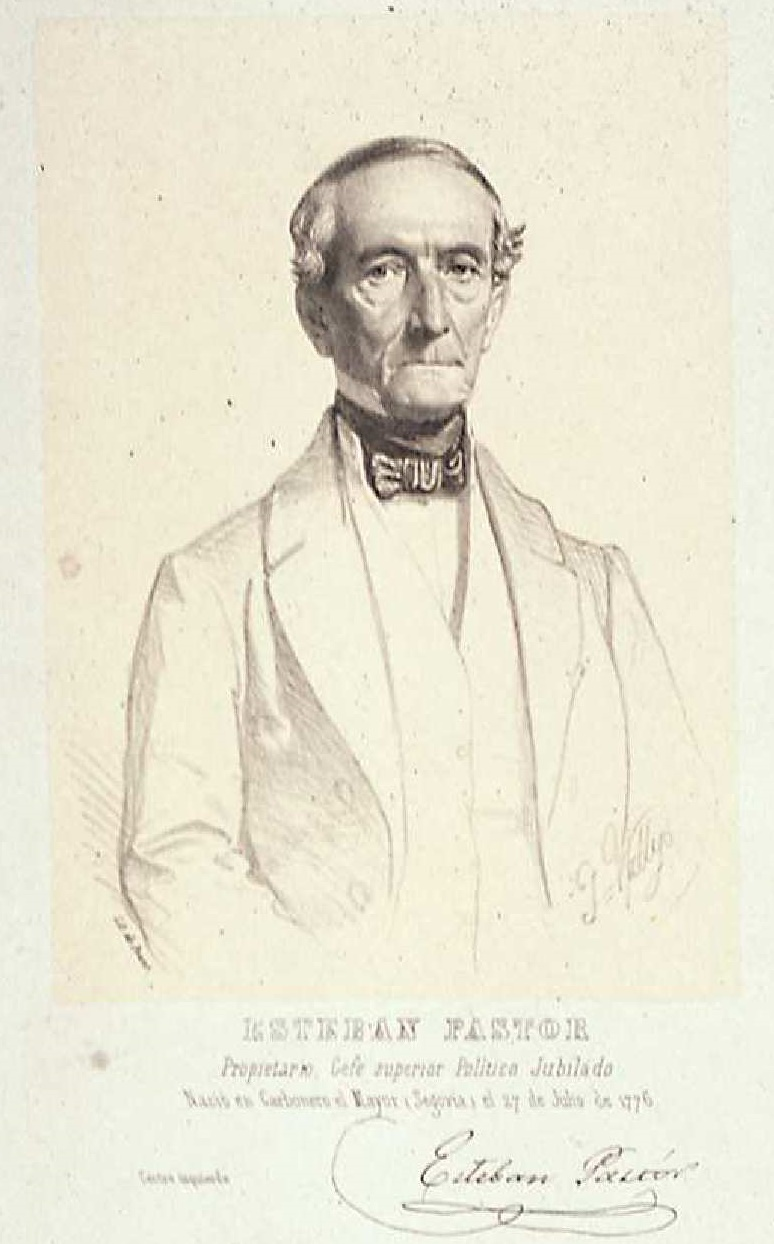
Esteban Pastor, litografía de José Vallejo y Galeazo para la serie de retratos de diputados constituyentes de 1854, Establecimiento Litográfico de Peant, Madrid. Biblioteca Nacional de España.

Esteban Pastor López (Carbonero el Mayor, 1776-Madrid, 1865) fue un militar, economista y político español de ideología liberal.

## Biografía
Nacido en Carbonero el Mayor, Segovia, el 27 de julio de 1776, en el seno de una familia de propietarios agrícolas relativamente acomodada, inició los estudios de leyes en Valladolid, pero los abandonó con motivo de las guerras revolucionarias francesas en 1799, para incorporarse al Ejército con grado de subteniente abanderado en el regimiento provincial de Segovia. Hizo la campaña de Portugal como teniente en la columna de granaderos de Castilla y, al estallar la guerra de la independencia, encontrándose habilitado en Madrid por su regimiento, abrazó la causa de los patriotas, encomendándosele el reclutamiento y organización de un regimiento de voluntarios en Segovia. Descompuestas sus tropas con la entrada de Napoleón, colaboró con la formación y financiación de las guerrillas segovianas. Tras el retorno de Ferrnando VII solicitó el retiro y se dedicó a escribir sobre materias económicas relacionadas principalmente con la agricultura. Uno de esos escritos, Males que padecía la Agricultura, folleto en el que atacaba públicamente el diezmo eclesiástico y criticaba los privilegios de la Mesta, le ocasionó algunos problemas con la Inquisición.
Durante los años del Trienio Liberal, en los que participó en los debates de La Fontana de Oro, desempeñó los puestos de oficial de la Dirección de la Hacienda Pública (1820), director de contribuciones en Bilbao (julio de 1822) y posteriormente en Segovia; Jefe político de Toledo y gobernador militar de Cáceres nombrado por El Empecinado, a quien había conocido en la guerrilla. Al producirse la invasión de los Cien Mil Hijos de San Luis, disfrazado de contrabandista escapó a Portugal. De Lisboa, protegido por el embajador inglés, marchó a Londres, donde publicó su Catecismo de agricultura, en el que decía de sí mismo, en su introducción, que 

a pesar de haber ejercido destinos públicos, en que como buen ciudadano español, con todo género de sacrificios he tratado siempre de servir a la causa de la libertad de mi patria, ha sido tal mi constante afición a este estudio y objeto, que puedo decir que nunca he perdido de vista el arado y el cayado, siendo propietario labrador y ganadero en dos países de climas bien distintos, Castilla y Extremadura, cuyas producciones y cultivos difieren mucho.

En tanto en España, sometido a consejo de guerra, era condenado a muerte y confiscadas sus tierras. Acogiéndose a la amnistía de 1833 regresó a España y se reincorporó al Ejército brevemente para combatir en las provincias de Segovia y Soria al cura Merino. En 1835 fue nombrado gobernador civil de la provincia de Córdoba, cargo en el que se le recuerda por el reconocimiento y registro de cinco criaderos de carbón mineral. Siendo gobernador civil de Córdoba se produjo el 30 de septiembre de 1836 la entrada en la ciudad de la expedición carlista del general Gómez y él mismo estuvo a punto de caer prisionero de uno de los capitanes expedicionarios que lo sorprendió cuando se retiraba hacia el fuerte, intimándole a la rendición, aunque pudo escapar gracias a que uno de sus ayudantes abatió de un tiro al atacante, aunque ante la inutilidad de la resistencia se vio obligado a firmar la capitulación de la ciudad.
Jubilado de sus tareas administrativas como jefe político en 1837, volvió a sus estudios en materias económicas y hacendísticas, en los que, según Alberto Gil Novales, se demostraba seguidor de Jean-Baptiste Say, Adam Smith, Montesquieu y Gaetano Filangieri, defendiendo, frente a la concentración de la propiedad de la tierra en pocas manos, la formación de una nutrida clase media, con la protección de la ley a las subdivisiones y la fijación de una única contribución sobre la tierra.
En septiembre de 1839 fue elegido diputado a cortes suplente por la circunscripción de Segovia y en propiedad en marzo de 1841, ocupando el escaño hasta la caída de Espartero en 1843. Se mantuvo luego retirado de la vida pública hasta la revolución de 1854, en que de nuevo fue elegido diputado a cortes por Segovia, ocupando al abrirse las cortes constituyentes en noviembre de ese año la presidencia por edad de la asamblea.
Falleció en Madrid en 1865 según informaba en una breve reseña necrológica el diario La Discusión en su número del 4 de abril de ese año, recogiendo la noticia del funeral por su alma celebrado el día anterior en la iglesia de Santa Cruz:

persona apreciabilísima, antiguo y probado liberal, patricio esclarecido y vicepresidente que fue de las últimas Cortes constituyentes.
El difunto perteneció a una generación que hoy se derrumba y que riñó fuertes batallas con el último poder absolutista.

## Obras
- Estado de la Agricultura y medios para prosperarla en esta tierra de Segovia, Segovia, Imp. de José Espinosa, 1813.
- Consecuencias que producen los principios exactos de Economía Política, aplicados a la naturaleza de los capitales de la Provincia de Segovia, sus relaciones con otras y con el extranjero, Madrid, Imprenta de Sancha, 1820.
- Reflexiones breves sobre la funesta influencia de todos los sistemas de contribución que ha habido, y hay en España. necesidad de aplicar uno que sea justo y constitucional, y cuál sea éste, Madrid, Imprenta de la calle Bordadores, 1820.
- Moral filosófica aplicada a las leyes de contribuciones en el diverso estado económico en que se hallan las naciones: o el descubrimiento de las relaciones que existen entre las leyes de la naturaleza, teorías, ó verdades filosóficas, y las de sentimientos..., Madrid, Imprenta de don Antonio Fernández, 1822.
- Catecismo de agricultura, 2ª ed. publicada R. Ackermann, en su Repositorio de Artes, 101 Strand, [Londres, 1826] (impreso por Carlos Wood, Poppin's Court, Fleet Street). Tercera edición en Madrid, en la imprenta de Miguel de Burgos, 1839.[8]